# Robert Lannoy
Pour les articles homonymes, voir Lannoy (homonymie).
Robert Lannoy, né le 18 juin 1915 à Saint-Amand-les-Eaux dans le département du Nord et mort le 31 mai 1979 à Lille, est un compositeur français, second lauréat du prix de Rome en 1946. Il fut ensuite directeur du Conservatoire de Lille pendant 33 ans, jusqu'à sa mort.

## Biographie
Né dans une famille de carillonneurs, Lannoy est vite initié à la tradition campanaire. Il entame des études musicales au Conservatoire de Valenciennes où il étudie l'harmonie, le violon et le basson aux côtés de maître Fernand Lamy.
Il est accepté au Conservatoire de Paris et y obtient les récompenses suprêmes dans les classes d'écriture.

Il se présente vainement pour la première fois pour le prix de Rome en 1938. Pendant ses études au conservatoire, il est également soldat-musicien au 5e régiment d'infanterie de ligne de Courbevoie.
Robert Lannoy est fait prisonnier au début de la Seconde Guerre mondiale et le restera pendant 5 ans malgré quelques évasions. Envoyé en Tchécoslovaquie, il s'évade mais ne résiste pas à l'envie de visiter Bayreuth, la ville de Wagner et il est repris. Expédié en Ukraine, dans le camp disciplinaire de Rawa Ruska, il tente en 1942 une nouvelle évasion qui lui vaut d'être interné à la citadelle de Lemberg.
Envoyé ensuite en Autriche en 1943 dans un Stalag, il est nommé Kapellmeister (compositeur)
et organise des orchestres, des chorales et même un ballet-mime, Pygmalion, joué par des prisonniers en Pologne.
Il sera récompensé pour ces faits par la médaille de la Résistance, la médaille d'interné résistant et la médaille des évadés.
Libéré par l'armée américaine, il revient en 1945 à Paris. Il compose à la demande des Américains la musique du film documentaire Le Retour (Homecoming), racontant le retour des prisonniers après la Seconde Guerre mondiale et réalisé par Henri Cartier-Bresson.
Pour la radio, à la demande d'Henri Dutilleux, il compose La légende des pays alliés de Louise de Vilmorin
Il concourt pour le prix de Rome en 1946 et obtient un second grand prix qui lui vaut la place de directeur du Conservatoire de Lille.
C'est à cette période qu'il épouse la pianiste Lola Delwarde qui fait une brillante carrière de concertiste.
Il dirige de nombreux concerts et fait découvrir la musique à toute une génération d'étudiants lillois.

## Œuvres

### Musique de chambre
- Quintette à vent - (2 bassons) - 1936
- Ballade de l'épinette amoureuse - Quatre voix de femmes, hautbois, cor anglais, clarinette en si b et basson - 1937
- Deux virelais du Moyen âge - Soprano, flûte, clarinette et alto - 1944
- Quintette à vent Sinfonietta - 1946
- Quatuor  à cordes Lamento
- Pièce pour harpe et quatuor à cordes - Mort de Roger Salengro

### Chant

#### Chant et piano
- Il pleut doucement sur la ville - Concerto grosso - juin 1932
- Tristesse de banlieue - Concours des Rosatis - 1934
- Vision de Saül - mars 1939
- 2 mélodies sur un poème de Francis Carco - 1941
- Chanson pour soprano et piano - texte de Maeterlinck - mai 1946
- Vocalise pour soprano et piano - juin 1951
- Aimer - voix et piano - poème de V. Hugo
- Chanson de Silvio - voix et piano
- Danièle, fille de Dieu - voix et ensemble instrumental - octobre 1952

#### Chœur
- Pierrot gamin - chœur à 4 voix mixtes et piano - texte de Verlaine - 1938
- Esquisse de soir de bataille - chœur et orchestre ou 2 pianos sur un texte de JM de Heredia - 1939
- Pleine nuit (esquisse) - chœur et orchestre - Courbevoie - 1939
- Le soir devant Sybaris - chœur et orchestre - 1939
- Hortense, couches-toi - piano et chœur d'hommes d'après Courteline - septembre 1941
- Arrangements pour chœur et orchestre de L'amour de moy, Marche des soldats de Turenne, Roule donc, J'aimerai bien apprendre au monde - Camp de Rawa - Ruska - 1942
- Chant des déportés (arrangement et orchestration) - 1943
- Le jeu de l'amour et du hasard - cantate en un acte - 1er Second Grand Prix de Rome - juin 1946
- Les prophéties - oratorio pour récitant, chœur et orchestre (commande de l'état) - avril 1961
- Sanctus - voix d'hommes et orgue pour le Choral des XXX - Wormhout - août 1973
- Sanctus - chœur mixte et orgue

#### Opérette
- Farce du mari fondu

### Orchestre
- Concerto grosso - janvier 1938 - pour orchestre à cordes et timbales
- Cantilène et danse pastorale - Noël 1943 - pour orchestre (captivité en Autriche)
- Le Retour - janvier 1945 - Musique du film d'Henri Cartier-Bresson - Sortie à Paris le 24 janvier 1946 au cinéma Champs-Élysées. Il en fait une suite symphonique en janvier 1954.
- Lamento ukrainien - Noël 1948 - Commande d'État - Une version pour quatuor à cordes et une version pour orchestre de chambre et timbales.
- Campanile - février 1951 - Prélude pour orchestre
- Le Roman de la oose - mars 1951 - Ballet-mime pour orchestre de chambre (Mont Cassel)
- Les Prophéties - avril 1961 - Commande d'État - Oratorio pour récitant, chœur et orchestre symphonique.

### Musique pour carillon
- Ballet des petits canards
- Prélude no 1
- Prélude no 2